# Kesgrave
Kesgrave is een civil parish in het bestuurlijke gebied East Suffolk, in het Engelse graafschap Suffolk. De plaats telt 9026 inwoners.